# Aeroporto de Itumbiara
O Aeroporto de Itumbiara -  Francisco Vilela do Amaral, (IATA: ITR, ICAO: SBIT), está localizado no município de Itumbiara, no estado de Goiás. 
Suas coordenadas são as seguintes: 18°26'41.00"S de latitude e 49°12'48.00"W de longitude. Possui uma pista de 1752 m de asfalto.